# Mbanza
Die Mbanza  (auch Mbanja oder Mbandja) sind eine Ethnie in der Demokratischen Republik Kongo. Sie stellen dort eine relativ große Volksgruppe von etwa 500.000 Personen dar. Sie leben hauptsächlich zwischen den Flüssen Kongo und Ubangi in der Äquatorregion. Verstreute Gemeinschaften gibt es aber auch im gesamten Nordwesten der Demokratischen Republik Kongo. Die meisten Mbanza sind Bauern. Sie sprechen eine Banda-Sprache.